# Paulina Rubio
Paulina Rubio, född 17 juni 1971 i Mexico City, är en mexikansk artist, sångerska och skådespelerska. Hon har sålt mer än 20 miljoner skivor i världen. 

## Biografi
Paulinas far Enrique Rubio är av spanskt ursprung och hennes mor Susana Dosamantes är av mexikanskt ursprung.
Paulinas genombrott kom med gruppen Timbiriche i Mexiko. 
Paulina Rubio är sedan den 30 april 2007 gift med Nicolas Vallejo Najera "Colate". Hon och "Colate" har hus i Madrid och Miami. 

## Diskografi

### Album
- La chica dorada (1992)
- 24 kilates (1993)
- El tiempo es oro (1995)
- Planeta Paulina (1996)
- Paulina (2000)
- Border Girl (2002)
- Pau-Latina (2004)
- Ananda (2006)
- Gran City Pop (2009)
- Brava! (2011)

### Singlar
- "Mio" (1992)
- "Abriendo las puertas al amor" (1992)
- "Amor de mujer" (1992)
- "Sabor a miel" (1992)
- "Nieva, nieva" (1993)
- "Vuelve junto a mi" (1993)
- "El ultimo adios" (2000)
- "Lo hare por ti" (2000)
- "Sexi dance" (2000)
- "Fire (Sexi dance)" (2000)
- "Tal vez, quiza" (2000)
- "Y yo sigo aquí" (2001)
- "Yo no soy esa mujer" (2001)
- "Don't Say Goodbye" (2002)
- "Si tu te vas" (2002)
- "Todo mi amor" (2002)
- "The One You Love" (2002)
- "Baila Casanova" (2002)
- "Te quise tanto" (2004)
- "Algo tienes" (2004)
- "Dame otro tequila" (2004)
- "Alma en libertad" (2004)
- "Mia" (2005)
- "Ni una sola palabra" (2006)
- "Nada puede cambiarme" (2006)
- "Ayudame" (2007)
- "Causa y Efecto" (2009)
- "Ni rosas ni juguetes (2009)
- "Ni rosas ni juguetes Feat Pitbull (2010)
- "Me Gustas Tanto"[2] (2011)

## Turnéer
- "Border Girl Tour"
- "Pau-Latina Tour"
- "Amor, Luz y Sonido Tour"
- "Gran City Pop Tour"